# Selidosema combustaria
Selidosema combustaria är en fjärilsart som beskrevs av Rudolf Püngeler 1903. Selidosema combustaria ingår i släktet Selidosema och familjen mätare. Inga underarter finns listade i Catalogue of Life.